# 道の駅かみみね
道の駅かみみね（みちのえき かみみね）は、佐賀県三養基郡上峰町にある国道34号の道の駅である。

## 概要
鳥栖・三養基地区で初の道の駅で、上峰町が進める中心市街地再開発事業で最初の大型施設となる。敷地面積は1万5,500 m2。2019年（平成31年）2月28日に閉店したイオン上峰店の跡地に「道の駅」として登録。佐賀県内の道の駅としては2022年（令和4年）9月20日にオープンした 嬉野市にある道の駅うれしの まるく以来11か所目である。

## 歴史
- 2019年（平成31年）2月28日 - 前身のイオン上峰店閉店[4]。
- 2024年（令和6年）8月7日 - 国土交通省より道の駅第61回登録において、「道の駅かみみね」として登録[1]。
- 2025年（令和7年）4月6日 - 開駅[1][2]。

## 施設
- 駐車場 - 149台
- トイレ - 41器
- 情報提供施設「情報コーナー」- ルート情報や町の歴史・情報や道の駅周辺の観光施設情報をモニターや地図やチラシで提供
- 休憩施設
- 観光案内所
- ベビーコーナー
- 非常用電源
- 備蓄倉庫
- 貯水槽
- 公衆無線LAN - 無料Wi-Fi
- 物販施設
- 飲食施設
  - 果実工房 新SUN - ソフトクリーム
  - えびフライ専門店 EBI研究所 - ふるさと納税の返礼品でも大好評のえびフライ
  - 豆腐専門店 - 手作りの絹ごし豆腐や揚げ豆腐やざる豆腐
  - わらび餅専門店 門藤 - わらび餅ドリンク
  - 精肉店 - 昔ながらの量り売りスタイルで好きな量を購入可能
  - 鮮魚店 - 海鮮丼や鰻料理
  - インド料理
  - 韓国料理 - キンパやプルコギやマンゴーかき氷（英語版、中国語版）
  - おにぎり
  - うどん
  - たこ焼き
  - たい焼き
- 加工施設
- 保育施設
- 広場
- EV充電施設 - 予定

## 休館日
- 毎月第2水曜日
- 年末年始

## アクセス
- 国道34号 - 登録路線
  - 佐賀県道22号北茂安三田川線
- 長崎自動車道の東脊振I.Cから車で10分

## 周辺
- 目達原駐屯地
- 上峰町立上峰中学校
- 上峰町役場[6]